# Péninsule Malaspina
La péninsule Malaspina (en anglais : Malaspina Peninsula) est une péninsule située sur la Sunshine Coast en Colombie-Britannique, au Canada. 